# Georges Gilson
Pour les articles homonymes, voir Gilson.
Georges Edmond Robert Gilson, né le 30 mai 1929 à Paris 15e où il meurt le 26 novembre 2024, est un évêque catholique français, archevêque de Sens-Auxerre et prélat émérite de la Mission de France de 1996 à 2004.

## Biographie

### Formation
Après être entré au séminaire de l'Institut catholique de Paris, Georges Gilson a poursuivi sa formation au séminaire français de Rome, obtenant des licences en théologie et en droit canonique à l'Université pontificale grégorienne.
Il a été ordonné prêtre le 21 avril 1957 pour l'archidiocèse de Paris.

### Principaux ministères
Après avoir été vicaire à Nanterre, il est devenu un proche collaborateur de deux archevêques successifs de Paris. Il est en effet nommé secrétaire du cardinal Pierre Veuillot en 1965, puis du cardinal François Marty en 1968.
En 1974, ce dernier le nomme vicaire général de l’archidiocèse de Paris.
Nommé évêque auxiliaire de l’archidiocèse de Paris le 13 juillet 1976, il est consacré le 9 octobre suivant par François Marty. Il est chargé de la composition du manuel de catéchèse Pierres vivantes, qui ne parvient pas à recevoir l'approbation du Vatican. 
Le 13 août 1981, il est nommé évêque du Mans, puis le 2 août 1996 archevêque de Sens-Auxerre et prélat de la Mission de France. 
Il participe, le vendredi 19 juin 2009, fête du Sacré-Cœur, à la cérémonie de transfert du corps de Madeleine-Sophie Barat vers la chapelle du Sacré-Cœur de l'église Saint-François-Xavier à Paris[réf. nécessaire]. La cérémonie est présidée par le cardinal André Vingt-Trois, archevêque de Paris.
À 75 ans, Georges Gilson se retire de toutes ses fonctions le 31 décembre 2004 et garde le titre d’archevêque émérite de Sens-Auxerre et prélat émérite de la Mission de France.
Toutefois, il ne s'est pas retiré de la vie de prière ou de l'apostolat et reste très actif au sein de la Maison d'Église Notre-Dame de Pentecôte à la Défense.
Il meurt à Paris le 26 novembre 2024, à l'âge de 95 ans. À l'issue de la célébration de ses obsèques le 2 décembre 2024, il est inhumé dans le caveau de la cathédrale Saint-Étienne de Sens.